# Ses Salines
Ses Salines (hiszp. Las Salinas)  – gmina w Hiszpanii, w prowincji Baleary, we wspólnocie autonomicznej Balearów, o powierzchni 39,12 km². W 2011 roku gmina liczyła 5227 mieszkańców.